# ساره إمي بريدكات
ساره إمي بريدكات (ブリドカットセーラ恵美 بوريدوكاتّو سيرا إمي) هي مؤدية أصوات يابانية ولدت في 5 فبراير 1989 في لواكي، فوكوشيما.

## أدوارها في الأنمي

### مسلسلات أنمي تلفزيونية
- نهوض بطل الدرع - مالتي ميلرومارك
- كيوس;تشايلد - نونو كوروسو
- بلاد لاد - هايدرا بيل
- ديت أ لايف II - يوزورو ياماي
- صاحب التعاويذ الأزرق: ملك كيوتو الملوث - ساتورو
- ماجستيك برينس - شيون ناتوري
- أريا الرصاصة القرمزية AA - أورارا تاكاتشيهو
- تشايكا أميرة التابوت - سيلما كينوورث
- تشايكا أميرة التابوت AVENGING BATTLE - سيلما كينوورث
- كانكولي - يوباري
- كلاسروم كرايسس - ناغيسا كيريو (أيام الصبا)
- فوؤن إيشين دايشوغن - هيجيكاتا توشيزو
- كواليديا كود - إيتشيا سوزاكو (أيام الطفولة)
- حشرات الفضاء - إيلين
- إينوياشيكي - ناو
- إد:إنفيديد - توغو

### أفلام أنمي
- ديت أ لايف: مايوري جادجمنت - يوزورو ياماي
- فيلم كانكولي - يوباري، سوزويا، كومانو

## أدوارها في ألعاب الفيديو
- ديسغايا 5 - سيرافينا
- ذا كينغ أوف فايترز XIV - بلو ماري

## أدوارها في الدبلجة اليابانية
- قصة رعب أمريكية - فايوليت

## وصلات خارجية
- ساره إمي بريدكات على موقع IMDb (الإنجليزية)
- ساره إمي بريدكات على موقع ميوزك برينز (الإنجليزية)
- ساره إمي بريدكات على موقع قاعدة بيانات الفيلم (الإنجليزية)
- ساره إمي بريدكات على موقع كينوبويسك (الروسية)
- ساره إمي بريدكات على موقع ANN person (الإنجليزية)